# Giacomo Stroffolini
Giacomo Stroffolini (Casapulla, 16 aprile 1830 – Casapulla, 22 marzo 1891) è stato un letterato, filosofo, scrittore, e storico italiano.

## Biografia
Era originario di una famiglia proveniente da Forchia, in provincia di Benevento. Il padre Tommaso, medico, si trasferì a Casapulla, dove sposò in seconde nozze Maria Teodora Natale. Primo dei loro figli fu Giacomo Stroffolini.
Fu uomo dai molteplici e svariati  interessi culturali  e storici.

## Opere
I suoi scritti più ricordati sono:
- La Contea di Capua, Stab. Tipo-Litografico di Vincenzo Maione, Caserta, 1885 - ristampa di Arnaldo Forni Editore, 1988. Corposa opera storica in due volumi che gli valse la cittadinanza onoraria della città di Capua.[1] Il saggio discute temi politici militari e dinastici, giuridico-amministrativi toponomastici ed epigrafici, codicologici e letterari della storia civile e religiosa di Capua e della sua Contea all'inizio della supremazia sui domini vicini. Estratto - sulla tomba di Arnipega (Sicopoli - XI sec.) : "...Quando si rifletta che a Roma nello stesso secolo, non rinvenendosi scrittore che sapesse fare un'epigrafe per la tomba di un Re, morto in pellegrinaggio; si dové ricorrere al Vescovo Crispo di Milano; ci è da consolarsi, in vedendo che, nell'856, a Capua, si scrivevano di eleganti e tenere poesie elegiache, come quella in morte della contessa Arniperga".
- Frammenti di due ideali campani, Ed. Tip. G. Nobile e C., Caserta, 1879. Il saggio, premiato con la medaglia d'oro[quale?], è ricordato soprattutto per la presenza di un tema che sarebbe venuto molto in evidenza nel XX e XXI secolo, quale il multiculturalismo dei popoli.[1] Stroffolini, per il suo tempo, dunque mostra una singolare apertura mentale verso la pluralità, la  diversità razziale e discorre della pluralità e diversità come ricchezza, come valore aggiunto, non meramente economico, ma  culturale, sociale, antropologico.
- Questione urgente sull'organamento mentale a proposito del Congresso del 3 luglio 1877 a Firenze, Ed. Tip. G. Nobile e C., Caserta, 1877
- Sommario di alterazioni storiche, Ed. Tip. G. Nobile e C., Caserta, 1888[2]

## Riconoscimenti
Gli è stata dedicata una via a Casapulla, dove c'è una lapide con un busto posta all'esterno della sua abitazione, che riporta: "Letterato, filosofo, storico. Esempio di operosità intellettuale e patriottica, educò più generazioni al vero sapere ed all'amor di patria ----------- A perpetua memoria il di XX agosto MDCCCXCIX il comune pose".
Gli è inoltre dedicato l'omonimo Istituto comprensivo a Casapulla.